# Conseiller du président des États-Unis
Ne doit pas être confondu avec Haut conseiller du président des États-Unis.
Le conseiller du président des États-Unis (en anglais : Counselor to the President of the United States) est un haut fonctionnaire américain, assistant du président des États-Unis et membre du Bureau exécutif. La fonction est établie lors de l'entrée en fonction de Richard Nixon en 1969 et actuellement occupée par Peter Navarro et Alina Habba.

## Liste des conseillers du président
| Conseiller | Conseiller              | Conseiller                          | Période en fonction                | Parti       | Président                     |
| ---------- | ----------------------- | ----------------------------------- | ---------------------------------- | ----------- | ----------------------------- |
|            | Arthur Burns            | Arthur F. Burns (1904-1987)         | 20 janvier 1969 – 5 novembre 1969  | Républicain | Richard Nixon (1969-1974)     |
|            | Daniel Patrick Moynihan | Daniel Patrick Moynihan (1927-2003) | 5 novembre 1969 – 31 décembre 1970 | Démocrate   | Richard Nixon (1969-1974)     |
|            | Bryce Harlow            | Bryce Harlow (1916-1987)            | 5 novembre 1969 – 9 décembre 1970  | Républicain | Richard Nixon (1969-1974)     |
|            | Robert Finch            | Robert Finch (1925-1995)            | 23 juin 1970 – 15 décembre 1972    | Républicain | Richard Nixon (1969-1974)     |
|            | Donald Rumsfeld         | Donald Rumsfeld (né en 1932)        | 11 décembre 1970 – 15 octobre 1971 | Républicain | Richard Nixon (1969-1974)     |
|            | Anne Armstrong          | Anne Armstrong (1927-2008)          | 19 janvier 1973 – 18 décembre 1974 | Républicain | Richard Nixon (1969-1974)     |
|            | Dean Burch              | Dean Burch (1927-1991)              | 8 mars 1974 – 31 décembre 1974     | Républicain | Richard Nixon (1969-1974)     |
|            | Kenneth Rush            | Kenneth Rush (1910-1994)            | 29 mai 1974 – 19 September 1974    | Républicain | Richard Nixon (1969-1974)     |
|            | Robert T. Hartmann      | Robert T. Hartmann (1917-2008)      | 9 aout 1974 – 20 janvier 1977      | Républicain | Gerald Ford (1974-1977)       |
|            | John O. Marsh           | John Marsh (1926-2019)              | 9 aout 1974 – 20 janvier 1977      | Démocrate   | Gerald Ford (1974-1977)       |
| Vacant     | Vacant                  | Vacant                              | Vacant                             | Vacant      | Jimmy Carter (1977-1981)      |
|            | Edwin Meese             | Edwin Meese (né en 1931)            | 20 janvier 1981 – 25 février 1985  | Républicain | Ronald Reagan (1981-1989)     |
| Vacant     |                         |                                     |                                    |             | Ronald Reagan (1981-1989)     |
|            |                         | Clayton Yeutter (1930-2017)         | 1er février 1992 – 20 janvier 1993 | Républicain | George H. W. Bush (1989-1993) |
| Vacant     | Vacant                  | Vacant                              | Vacant                             | Vacant      | Bill Clinton (1993-2001)      |
|            | David Gergen            | David Gergen (né en 1942)           | 29 mai 1993 – 10 juin 1994         | Républicain | Bill Clinton (1993-2001)      |
| Vacant     |                         |                                     |                                    |             | Bill Clinton (1993-2001)      |
|            |                         | Bill Curry (né en 1951)             | 21 février 1995 – 20 janvier 1997  | Démocrate   | Bill Clinton (1993-2001)      |
|            | Paul Begala             | Paul Begala (né en 1961)            | 17 aout 1997 – 10 mars 1999        | Démocrate   | Bill Clinton (1993-2001)      |
|            | Ann Lewis               | Ann Lewis (née en 1937)             | 10 mars 1999 – 20 janvier 2001     | Démocrate   | Bill Clinton (1993-2001)      |
|            | Karen Hughes            | Karen Hughes (née en 1956)          | 20 janvier 2001 – 8 juillet 2002   | Républicain | George W. Bush (2001-2009)    |
| Vacant     |                         |                                     |                                    |             | George W. Bush (2001-2009)    |
|            | Dan Bartlett            | Dan Bartlett (né en 1971)           | 5 janvier 2005 – 5 juillet 2007    | Républicain | George W. Bush (2001-2009)    |
|            | Ed Gillespie            | Ed Gillespie (né en 1961)           | 5 juillet 2007 – 20 janvier 2009   | Républicain | George W. Bush (2001-2009)    |
| Vacant     | Vacant                  | Vacant                              | Vacant                             | Vacant      | Barack Obama (2009-2017)      |
|            | John Podesta            | Pete Rouse (né en 1946)             | 13 janvier 2011 – 1er janvier 2014 | Démocrate   | Barack Obama (2009-2017)      |
|            | John Podesta            | John Podesta (né en 1949)           | 1er janvier 2014 – 13 février 2015 | Démocrate   | Barack Obama (2009-2017)      |
| Vacant     |                         |                                     |                                    |             | Barack Obama (2009-2017)      |
|            |                         | Kellyanne Conway (née en 1967)      | 20 janvier 2017 – 31 août 2020     | Républicain | Donald Trump (2017-2021)      |
|            |                         | Steve Bannon (né en 1953)           | 20 janvier 2017 – 18 août 2017     | Républicain | Donald Trump (2017-2021)      |
|            |                         | Johnny DeStefano (né en 1979)       | 9 février 2018 – 24 mai 2019       | Républicain | Donald Trump (2017-2021)      |
|            |                         | Hope Hicks (née en 1988)            | 9 mars 2020 – 12 janvier 2021      | Républicain | Donald Trump (2017-2021)      |
|            |                         | Derek Lyons                         | 20 mai 2020 – 20 janvier 2021      | Républicain | Donald Trump (2017-2021)      |
|            |                         | Steven J. Ricchetti                 | 20 janvier 2021 – 20 janvier 2025  | Démocrate   | Joe Biden (2021-2025)         |
|            |                         | Jeff Zients (né en 1966)            | 20 janvier 2021 – 5 avril 2022     | Démocrate   | Joe Biden (2021-2025)         |
|            |                         | Peter Navarro (né en 1949)          | depuis le 20 janvier 2025          | Républicain | Donald Trump (depuis 2025)    |
|            |                         | Alina Habba (née en 1984)           | depuis le 20 janvier 2025          | Républicain | Donald Trump (depuis 2025)    |